# EBalance.ch
eBalance.ch ist ein Online-Programm zum Abnehmen, das von der eBalance GmbH in Zusammenarbeit mit der SportClinic Zurich, dem Diabetes und Adipositas Zentrum Zürich (DAZZ) und dem Spital Zofingen als medizinische Partner sowie mit DSR als Kochpartner betrieben wird.
Die Website beinhaltet primär ein kostenpflichtiges interaktives Online-Diätprogramm, das dem individuellen Lebensstil des Nutzers angepasst ist. Es richtet sich an Menschen mit leichtem bis starken Übergewicht, die ihr Gewicht halten oder reduzieren wollen, und setzt auf den beiden Ebenen Bewegung und Ernährung an, mit dem Ziel einer Ausgewogenheit zwischen der Aufnahme von Nahrungsenergie durch Lebensmittel und dem Energieumsatz durch Bewegung.
Seit seiner Lancierung im Oktober 2005 zählt eBalance.ch mehr als 95'000 angemeldete Mitglieder. Laut WEMF-beglaubigten Online-Nutzungsdaten verzeichnet eBalance.ch bis zu 14,7 Millionen Seitenabrufe pro Monat, was bis zu über einem Viertel sämtlicher Seitenabrufe von NZZ Online entspricht.

## Geschichte
Das interaktive Konzept basiert auf einer vom Diätetik- und Adipositas-Spezialisten Stephan Rössner zusammen mit seinem Forschungsteam am Karolinska-Institut entwickelten Methode, bei der sich gesunde Ernährung und genügend Bewegung ergänzen. Seit Mai 2003 wird das Konzept in Schweden als Online-Diätprogramm unter dem Namen Viktklubb (The Weight Club) von der Zeitung Aftonbladet angeboten und entwickelte sich mit 165'000 zahlenden Teilnehmern innerhalb der ersten zwei Jahre zum erfolgreichsten Online-Premium-Service in Skandinavien.
2004 erwarb die Neue Zürcher Zeitung eine Lizenz für die Nutzung des Programms und passte es in Zusammenarbeit mit der Privatklinikgruppe Hirslanden an die schweizerischen Verhältnisse an. Seit Oktober 2005 ist es unter dem Namen eBalance.ch online. Nach Beendigung der Softwarelizenz 2009 wurde eBalance.ch vollständig neu programmiert und mit zusätzlichen Funktionen versehen. Seither gehören der Neuen Zürcher Zeitung sämtliche Rechte an eBalance.ch, das sich in der Zwischenzeit zu einer der erfolgreichsten Paid Services von Schweizer Medienunternehmen entwickelt hat.

## Konzept
Das kostenpflichtige Angebot stützt sich auf das Prinzip der Energiebilanzierung. Angestrebt wird eine gesunde Balance zwischen Energieaufnahme und Energieverbrauch. Die Grundlage dazu bilden eine Nahrungsmitteldatenbank mit über 4000 gängigen Produkten aus den Sortimenten aller Händler, Kochrezeptsammlung mit über 2100 Rezepten sowie eine Trainings- und Fitnessdatenbank mit rund 100 Sportarten und 40 Übungs-Modulen.
Anhand des persönlichen Nutzerprofils, dem Wunschgewicht und dem Zieldatum wird ein individuelles Ernährungs- und Fitnessprogramm zusammengestellt, das dem notwendigen Bedarf an Nahrungsenergie des Nutzers entspricht. Der Nutzer erfasst in seinem persönlichen Tagebuch alle eingenommenen Nahrungsmittel und die körperliche Aktivitäten sowie wöchentlich das aktuelle Gewicht. Seit der Einführung der Mobile-Version im 2010 können diese Daten auch via Internet-fähigem Mobiltelefon erfasst und abgerufen werden.
Das Programm wird durch ein Expertenteam bestehend aus diplomierten Ernährungsberater HF/FH, Physiotherapeuten, Sportärzten, einer Diabetologin, einem Stoffwechselspezialisten, einer Fachärztin für Psychiatrie und Psychotherapie sowie einem Diätkoch betreut. Diese können bei Bedarf auch mit persönlichen Fragen zu Rate gezogen werden. Das Programm beinhaltet zudem eine Infothek mit Fachartikeln zu den Themen Abnehmen, Ernährung, Fitness und Gesundheit sowie die Möglichkeit, sich mit anderen Nutzern über ein Diskussionsforum austauschen. Über das Affiliate-System wird eBalance.ch auch über verschiedene Websites von nicht zur NZZ-Gruppe gehörenden Medienunternehmen wie zum Beispiel Blick.ch von Ringier, Annabelle.ch von Tamedia und von Südostschweiz.ch angeboten.
In einem Buch namens "gesund abnehmen", welches im Jahr 2007 von der Schweizerischen Gesellschaft für Ernährung (SGE) herausgegeben wurde, werden verschiedene Abnehm-Programme unter die Lupe genommen, wobei das eBalance.ch-Konzept als gut und empfehlenswert bezeichnet ist.